# Adelardo Fernández Arias

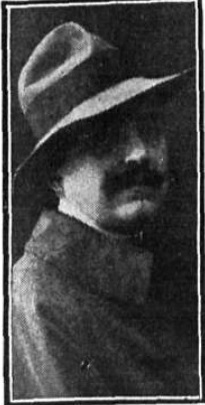
Fotografiado hacia 1912

Adelardo Fernández Arias (Úbeda, 6 de noviembre de 1880-Barcelona, 12 de noviembre de 1951), también conocido por su seudónimo el Duende de la Colegiata, fue un periodista, dramaturgo, escritor, publicista y director de cine español.

## Biografía
Nacido el 6 de noviembre de 1880 en Úbeda, provincia de Jaén, fue redactor en La Correspondencia de España y en el Heraldo de Madrid.
En 1912 dirigió el cortometraje Asesinato y entierro de don José Canalejas, una reconstrucción del asesinato del presidente del Consejo de Ministros José Canalejas, combinada con algunas imágenes reales del funeral.
En 1913 fundó El Duende, un periódico sensacionalista de tirada semanal, de contenidos semilibelescos, según Pedro Gómez Aparicio. La publicación resurgió de nuevo el 4 de junio de 1933, enarbolando un antisemitismo filonazi. En esta segunda etapa aparece como sociedad anónima con un capital de cien mil pesetas de la época, y ha sido definida como un «panfleto de la extrema derecha».
| ¡Españoles! Rezad todas las noches esta oración: ¡Dios mío!... ¡¡Salva España!!... ¡¡¡Concédenos un hombre como Hitler!!! —Adelardo Fernández Arias, en Hitler. El salvador de Alemania (1935) |

Hacia 1930 habría viajado a la India, como corresponsal del periódico Crítica, de Argentina.
Destacado antisemita, fue uno de los colaboradores de Informaciones, órgano de propaganda de la Alemania nazi en España desde 1933. En 1935 se publicó Hitler. El salvador de Alemania, una obra suya laudatoria del Tercer Reich. En este libro Fernández Arias llegó a justificar el antisemitismo de los nazis para poder así «exterminar» la influencia judía, negando el carácter anticristiano del régimen hitleriano.
Durante la guerra civil española, huiría de Madrid —en la zona republicana— a la zona sublevada en febrero de 1937 con la esposa de Ramón Serrano Suñer; relataría en varias obras las vivencias de las que había sido testigo en la ciudad de Madrid desde el punto de vista del bando franquista; sería uno de los fugados que difundiría en la zona franquista noticias sobre el «Terror Rojo».
Falleció el 12 de noviembre de 1951 en Barcelona, donde se había instalado tras acabar la Guerra Civil.

## Obras
- La India en llamas (1930).[8][16]
- El país que Gandhi despertó (1930).[8]
- Vísperas de sangre en Marruecos (1933)[2]
- Hitler. El salvador de Alemania (1935)[17]
- Gil Robles. ¡La esperanza de España! (1936)[2]
- Madrid bajo «El Terror» 1936-1937 (Impresiones de un evadido, que estuvo a punto de ser fusilado) (1937)[2]
- La agonía de Madrid 1936-1937 (Diario de un superviviente) (1938)[2]